# Естер Янсма
Есте́р Я́нсма (нід. Esther Jansma; 24 грудня 1958, Амстердам — 23 січня 2025, Утрехт) — нідерландська письменниця, поетеса та академік. Жила й працювала в Амерсфорті.

## Життєпис
Народилася в Амстердамі і працювала археологом.
Свою першу збірку поезій Stem onder mijn bed («Голос під моїм ліжком») опублікувала у 1988 році.
У 1990 році вона опублікувала поетичний збірник Bloem, steen («Квітка, Камінь»), в якому відбилися її почуття від того, що її перша дитина померла при народженні.
Спогади дитинства, що постали на сторінках першої поетичної книги, були поглиблені з виходом першої прозової збірки Picknick op de wenteltrap («Пінкік на ґвинтових сходах», 1997).
Е. Янсма — професор кафедри геонаук Утрехтського університету.
Поза археологією й літературною діяльністю, відома тим, що з любові до античності й природи відкрила власну туристичну агенцію, яка саме спеціалізується на турах місцями давнини.

## Творчість і визнання
Ввійшовши в сучасну нідерландську літературу наприкінці 1980-х років як поетеса, Естер Янсма виступає також і в прозовому жанрі.
Заявивши про себе як чутливого лірика, який пильно досліджує світ, авторка намагається усвідомити своє мсце в ньому.
Також відома перекладами з англійської віршів сучасного американського поета Марка Стренда.
Бібліографія
- 1988 - Stem onder mijn bed (поезія)
- 1990 - Bloem, steen (поезія)
- 1993 - Waaigat (поезія)
- 1997 - Picknick op de wenteltrap (проза)
- 1998 - Hier is de tijd (поезія)
- 2000 - Dakruiters (поезія)
- 2000 - Duizend (поезія)
- 2005 - Alles is nieuw (поезія)
- 2006 - Altijd vandaag (поезія і проза, 1988-2005)
- 2007 - Gedichten eten (поезія, упорядкування)
- 2008 - What it is (поезія)
- 2011 - Mag ik Orpheus zijn? (есеї)
- 2011 - Bijna onzichtbaar/Almost invisible (поезія)
- 2015 - Voor altijd ergens (een eigen keuze uit de gedichten)
- 2015 - De Messias (роман).

Авторка має низку національних літературних і почесних премій:
- 1999 - Halewijnprijs (премія міста Рурмонда) за внесок в літературу
- 1999 - VSB Poëzieprijs за Hier is de tijd
- 2001 - Hugues C. Pernath-prijs за Dakruiters
- 2006 - A. Roland Holst-Penning за внесок в літературу
- 2006 - Jan Campert-prijs за Alles is nieuw
- 2014 - C.C.S. Crone-prijs за внесок в літературу